# Lubawka
Lubawka (Duits: Liebau in Schlesien) is een stad in het Poolse woiwodschap Neder-Silezië, gelegen in de powiat Kamiennogórski. De oppervlakte bedraagt 22,4 km², het inwonertal 6580 (2005).

## Verkeer en vervoer
- Station Lubawka

## Geboren
- Otto Mueller (1874-1930), kunstschilder (Die Brücke)
- Johann-Georg Richert, (1890-1946), Duitse generaal en oorlogsmisdadiger

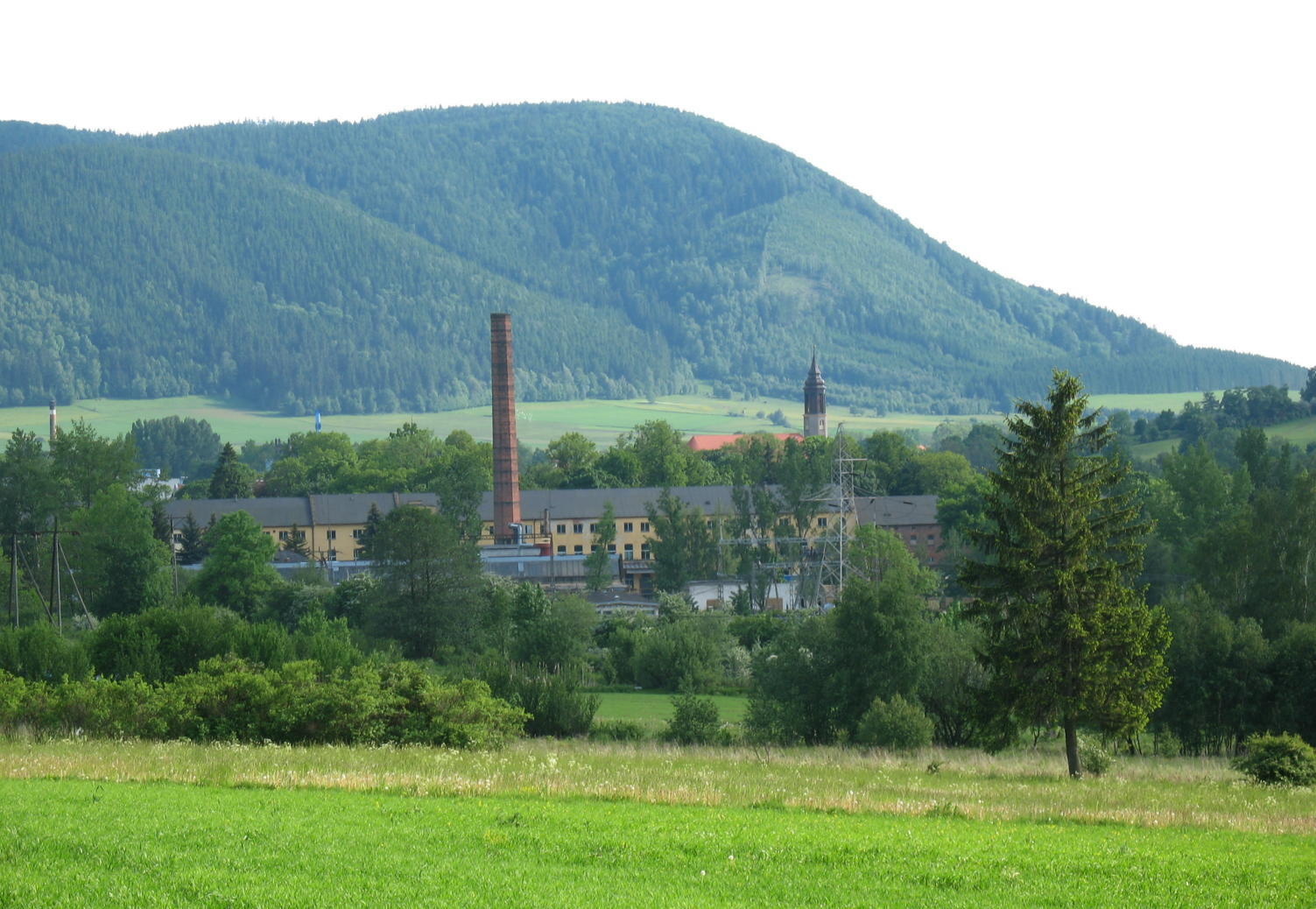
Gezicht op Lubawka

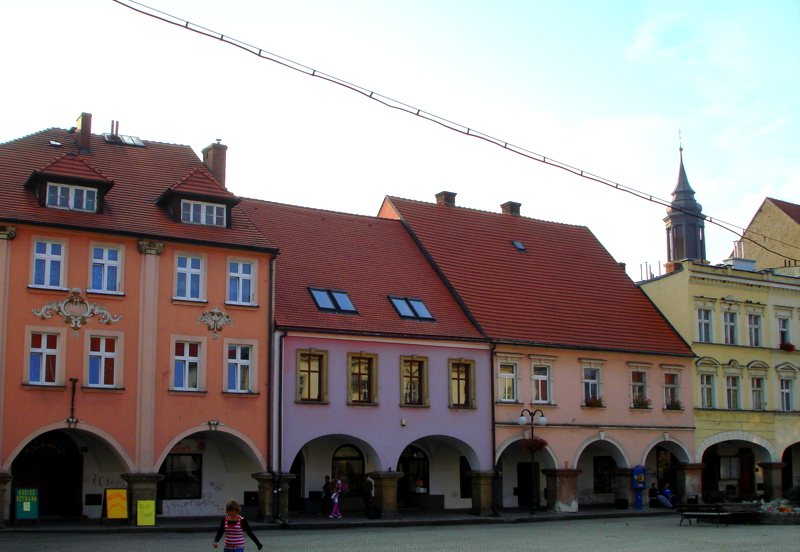
Lubawka

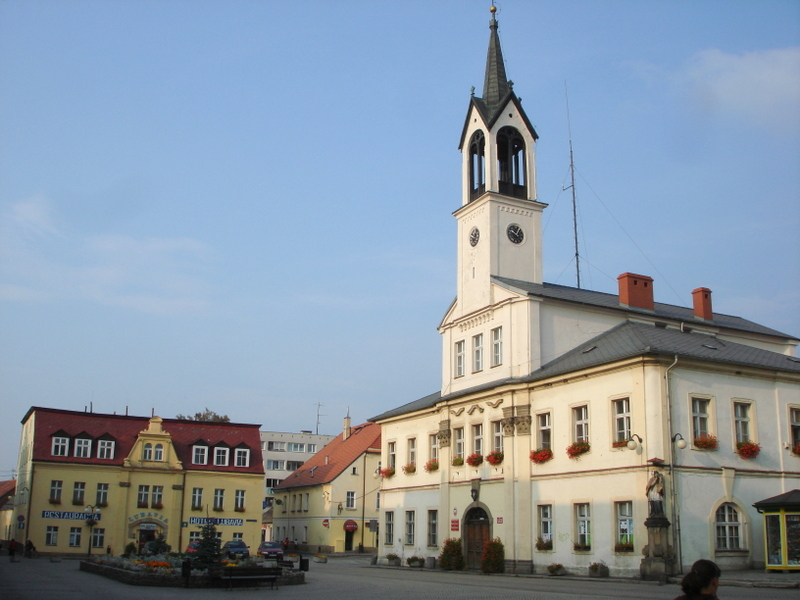
Stadhuis